# Cirkus Columbia
Cirkus Columbia es una película bosnia de 2010 dirigida por Danis Tanović e interpretada por Miki Manojlović, Mira Furlan, Boris Ler y Jelena Stupljanin. La película se desarrolla en la zona bosnia de Herzegovina a principios de 1990, tras la disolución de Yugoslavia, y un poco antes de las Guerras yugoslavas. La película fue seleccionada como representante bosnia a la mejor película extranjera en los Premios Óscar 2010, pero finalmente no llegó a la nominación final. El guion se basó en la novela homónima del escritor bosniocroata Ivica Đikić.

## Argumento
La historia muestra el retorno de un hombre, Divko Buntić, a su ciudad natal después de muchos años en Alemania para hacer frente a su pasado y la familia actual, utilizando las relaciones políticas de la región como telón de fondo.

## Reparto
- Miki Manojlović - Divko Buntić
- Mira Furlan - Lucija
- Boris Ler - Martin Buntić
- Jelena Stupljanin - Azra
- Mario Knezović - Pivac